# Mitsubishi F1M
Chiếc Mitsubishi F1M là một kiểu thủy phi cơ tuần tra trinh sát của Hải quân Đế quốc Nhật Bản trong Thế Chiến II. Giữa những năm 1936 và 1944, đã có 1.118 chiếc được chế tạo. Hải quân Nhật đặt tên chính thức cho kiểu máy bay này là "Thủy phi cơ Quan sát Loại Zero" (零式水上観測機), trong khi phe Đồng Minh đặt cho nó tên mã là "Pete".

## Thiết kế và phát triển
Chiếc F1M1 được trang bị kiểu động cơ bố trí hình tròn Nakajima Hikari MK1, cung cấp công suất 611 kW (820 mã lực), đạt được tốc độ tối đa 368 km/h (230 dặm mỗi giờ) và hoạt động ở tầm xa đến 1.072 km (670 dặm) khi chất đầy tải. Nó có thể được trang bị tối đa 3 súng máy 7,7 mm (hai khẩu cố định bắn ra phía trước và một khẩu di động bắn ra phía sau) và 2 bom 60 kg (132 lb). Nó cung cấp cho Hải quân Đế quốc Nhật Bản một nền tảng hoạt động rất linh hoạt.

## Lịch sử hoạt động
Chiếc F1M ban đầu được chế tạo như một thủy phi cơ trinh sát được phóng lên bằng máy phóng. Tuy nhiên "Pete" đảm trách một số vai trò tại chỗ bao gồm máy bay tiêm kích phòng thủ khu vực, hộ tống đoàn tàu, ném bom, chống tàu ngầm, tuần tra đại dương, giải cứu và chuyên chở. Kiểu máy bay này đã tham gia không chiến tại quần đảo Aleutian, quần đảo Solomon và nhiều mặt trận khác.

## Các phiên bản
F1M1Chiếc nguyên mẫu. Có bốn chiếc được chế tạo.
F1M2Thủy phi cơ trinh sát hai chỗ ngồi dành cho Hải quân Đế quốc Nhật Bản.
F1M2-KPhiên bản huấn luyện hai chỗ ngồi.

## Các nước sử dụng
Nhật Bản
- Hải quân Đế quốc Nhật Bản

 Thái Lan
- Không quân Hoàng gia Thái Lan

## Đặc điểm kỹ thuật (F1M1)
Dữ liệu từ Japanese Aircraft of the Pacific War 

### Đặc tính chung
- Đội bay: 02 người (phi công và xạ thủ súng máy đuôi)
- Chiều dài: 9,50 m (31 ft 2 in)
- Sải cánh: 11,00 m (36 ft 1 in)
- Chiều cao: 4,00 m (13 ft 2 in)
- Diện tích bề mặt cánh: 29,5 m² (317,5 ft²)
- Lực nâng của cánh: 86,3 kg/m² (17,7 lb/ft²)
- Trọng lượng không tải: 1.928 kg (4.330 lb)
- Trọng lượng có tải: 2.550 kg (5.620 lb)
- Trọng lượng cất cánh tối đa: 2.856 kg (6.296 lb)[2]
- Động cơ: 1 x động cơ Nakajima Hikari MK1 bố trí hình tròn, công suất 820 mã lực (611 kW)

### Đặc tính bay
- Tốc độ lớn nhất: 368 km/h (230 mph)
- Tầm bay tối đa: 1.070 km (670 mi)
- Trần bay: 9.440 m (30.970 ft)
- Tốc độ lên cao: 10 m/s (1.969 ft/min)
- Tỉ lệ công suất/khối lượng: 0,29 kW/kg (0,17 hp/lb)

### Vũ khí
- 3 x súng máy 7,7 mm (0,303 in), hai khẩu cố định Kiểu 97 bắn ra phía trước và một khẩu di động Kiểu 92 bắn ra phía sau
- 2 x bom 60 kg (132 lb)

## Nội dung liên quan

### Máy bay tương tự
- SOC Seagull
- Fairey Seafox

### Trình tự thiết kế
F1A/F1K/F1M

### Danh sách liên quan
- Danh sách máy bay quân sự giữa hai cuộc chiến tranh thế giới
- Danh sách máy bay trong Chiến tranh Thế giới II
- Danh sách máy bay chiến đấu
- Danh sách máy bay quân sự Nhật Bản